# Весёлый (Ремонтненский район)
Весёлый — хутор в Ремонтненском районе Ростовской области. Входит в Подгорненское сельское поселение.

## География
На хуторе имеются две улицы — Каштановая и Почтовая.

## Население
| 2010 |
| ---- |
| 101  |